# フロリダ・パンサーズ
フロリダ・パンサーズ（Florida Panthers）は、アメリカ合衆国フロリダ州サンライズを本拠としているナショナルホッケーリーグ（NHL）所属のプロアイスホッケーチームである。

## 歴史
1992年、NHLはブロックバスター・ビデオ社の大立者、ウェイン・ハイゼンガ(Wayne Huizenga)に対し、マイアミ（ホイゼンガの故郷）におけるフランチャイズ権を与えた。チーム初期の有力選手は、ニューヨーク・レンジャースをお払い箱となったゴーリーのジョン・バンビースブルック (John Vanbiesbrouck)と新人のロブ・ニーダーマイヤー (Rob Niedermayer) や30ゴールを決めたスコット・メランビー (Scott Mellanby)らである。このチームはNHLのチーム数拡大によって創設されたものの中では、発足1年目で最も成功を収めたチームの一つであり、33勝34敗17分でプレーオフ出場を1ポイント差で逃した。
1994–1995 シーズンにおいてもプレーオフ進出を僅かの差で逃すと、ロジャー・ニールソン (Roger Neilson) 監督は解雇され、変わってダグ・マクレーン (Doug MacLean)が監督に就任した。試合前の控え室でメランビーが、ホッケーのスティックでネズミをスラップショットで殺してから快進撃が始まり、得点が入る度に観客達から何千ものおもちゃのネズミがリンクに投げ入れられるという現象がおきた。翌シーズン、ゴーリーのバンビースブルックの神懸かり的な働き、ベテランのメランビーやブライアン・スクルードランド (Braian Skrudland)らと、ドラフト全体1位指名の新人のエド・ジョバノフスキ (Ed Jovanovski)、ラデック・ドボラク (Radek Dvorak)らの力が融合し、サンノゼ・シャークスからレイ・シェパード(Ray Sheppard)をトレード期限ぎりぎりで獲得、チームはプレーオフに初めて進出した。チームはボストン・ブルーインズ、フィラデルフィア・フライヤーズ、そしてピッツバーグ・ペンギンズらを破り、ついにスタンレーカップ決勝進出を果した。このときのフロリダは大いに沸いた。カップ決勝では共にスタンレー・カップ初優勝を目指すコロラド・アバランチと対戦し、第4戦でアバランチのウーベ・クルップ (Uwe Krupp)に延長戦で得点を許し涙を飲んだ。全ての試合が僅差の激闘であった。
翌1997年には、チームは選手の怪我に泣かされ、プレーオフ1回戦でニューヨーク・レンジャースの前に敗退。その翌期の1997-1998シーズンにはさらに怪我人が続出し、チームのワースト記録を更新した。
1998年は、ホームをナショナル・カーレンタルセンター（その後オフィス・デポセンター → バンクアトランティックセンターに改称）に移転したが、この新アリーナは移転するチームに対する非難や脅迫などの帰結である。1999年には、電撃的なトレードにより「ロシア製ロケット」 (the "Russian Rocket") の異名をとるパーヴェル・ブレ(Pavel Bure) をバンクーバー・カナックスから獲得。2000年には彼の58ゴールで弾みをつけてプレーオフに進出したが、1回戦でニュージャージー・デビルス（この年カップ優勝）に敗れた。
2000–2001シーズンはパーヴェル・ブレが59ゴールをあげたが低迷した。翌2001–2002 シーズンはチームワースト記録をまたも更新した。チームはパーヴェル・ブレの弟、ワレリー・ブレを迎えて奮闘したものの、2002年のトレード期限にパーヴェル・ブレは、ニューヨーク・レンジャースへ移籍した。
その後は毎年のように低迷したが、その代わりにドラフト上位指名権を獲得、2001年、スティーブン・ワイス (全体4位指名)、Lukas Krajicek (全体24位指名)、2002年、Jay Bouwmeester (全体3位指名)、2003年、ネイサン・ホートン (Nathan Horton) (全体3位指名) 、アンソニー・スチュワート (Anthony Stewart) (全体25位指名)、2004年、Rostislav Oleszといった優秀な選手を指名することが出来た。
2005–2006シーズンは、前年度に就任したGMのマイク・キーナン (Mike Keenan)やコーチのジャック・マルタン (Jacques Martin)の下、2000–2001シーズン前にトレードで獲得したオリ・ヨキネン (Olli Jokinen)、ロベルト・ルオンゴ (Roberto Luongo)らが活躍したが、多数の怪我人が出たこともあり、わずかの差でプレーオフ進出を逃した。
そのシーズンオフ、契約問題でこじれたロベルト・ルオンゴをLukas Krajicekと共にバンクーバー・カナックスに放出、トッド・バーツッジ (Todd Bertuzzi)、Alex Auld、ブライアン・アレン (Bryan Allen)を獲得した。
さらには、2006–2007年度は、そのルオンゴ抜きで戦うのだが、トロント・メープルリーフスからフリーエージェントでエド・ベルフォア（Ed Belfour）を獲得してその年をしのいだ。しかし、2007年度オフには条件付2008年度ドラフト指名権、2007年度ドラフト2巡目指名権、2008年度ドラフト1巡目指名権を放出して、見返りとしてリーグ屈指の好ゴールテンダー、トーマス・ヴォークーン (Tomas Vokoun)をナッシュビル・プレデターズから獲得した。ベルフォアにはチームから一切来期契約のオファーをせず、彼はスウェーデンでのプレーを決意した。
2007–2008年度中にキャプテンのヨキネン (Jokinen)が、メランビーの保持していた「通算ゴール、ポイントのチーム記録」を塗り替えた。
2009-2010、2010-2011シーズンはカンファレンス15チーム中それぞれ14位、15位と低迷した。
2011-2012シーズン、ケビン・ディニーン(Kevin Dineen)新監督のもと、2001年にドラフト全体4位で入団して以来長年にわたってチームの主力選手であるスティーヴン・ワイス(Stephen Weiss)に加え、ブライアン・キャンベル (Brian Campbell)、トーマス・フライシュマン (Tomas Fleischmann)、クリス・バースティーグ (Kris Versteeg)らを獲得しチームの総合力がアップ。要所で粘り強さを発揮する試合展開が続き、81試合目（レギュラーシーズンは全82試合）にして12年ぶりのプレーオフ進出を決め、最終戦でシーズン負け越し（38勝ち26敗18延長戦負け）ながらもチーム創設以来初となる地区優勝(カンファレンス3位）を決める快挙を成し遂げた。プレーオフでは第2戦で15年ぶりの勝利をあげ（ホームのバンクアトランティックセンターでは初）、最後は第7戦のダブルオーバータイムまでもつれ込むも、ニュージャージー・デビルスの前に1回戦で敗退しシーズンを終えた。
2021-2022シーズンは58勝18敗6延長戦負けで勝ち点122を挙げて、チーム初となるプレジデンツトロフィーを獲得した。プレーオフでは26年ぶりに1回戦突破を果たしたが、2回戦でタンパベイ・ライトニングにスィープされて敗退した。
2022-2023シーズンはプレーオフ進出16チーム中最少の勝ち点92（42勝32敗8延長戦負け）ながら、プレーオフ1回戦ではこの年のプレジデンツトロフィー獲得チームのボストン・ブルーインズを破り、2回戦ではトロント・メイプルリーフス、カンファレンスファイナルでカロライナ・ハリケーンズにも快勝。27年ぶり2度目のスタンレーカップファイナル進出を果たし、第3試合で初勝利も挙げたが、1勝4敗でベガス・ゴールデンナイツに敗れ、前回に続き対戦相手にスタンレーカップ初優勝をさらわれた。

## シーズンごとの成績
Note: GP = 試合数, W = 勝, L = 負, T = 引分, OTL = OT敗, Pts = 勝点, GF = 得点, GA = 失点
| Season  | GP | W  | L  | OTL | Pts | GF  | GA  | 最終順位                                       | プレーオフ                                          |
| 2018–19 | 82 | 36 | 32 | 14  | 86  | 267 | 280 | アトランティック5位                            | 不進出                                              |
| 2019–20 | 69 | 35 | 26 | 8   | 78  | 231 | 228 | アトランティック4位                            | Lost in Qualifying Round, 1–3 (対アイランダーズ)    |
| 2020–21 | 56 | 37 | 14 | 5   | 79  | 189 | 153 | ディスカバリー・セントラル2位                  | 1回戦敗退, 2–4 (対ライトニング)                     |
| 2021–22 | 82 | 58 | 18 | 6   | 122 | 340 | 246 | アトランティック1位 プレジデンツトロフィー獲得 | 2回戦敗退, 0–4 (対ライトニング)                     |
| 2022–23 | 82 | 42 | 32 | 8   | 92  | 290 | 273 | アトランティック4位                            | スタンレーカップ決勝敗退，1-4（対ゴールデンナイツ） |
| 2023–24 | 82 | 52 | 24 | 6   | 110 | 268 | 200 | アトランティック1位                            | スタンレーカップ優勝, 4–3（EDM）                    |